# Léon de Wouters d'Oplinter
Léon de Wouters d'Oplinter, ook de Wouters de Bouchout, (Vertrijk, 1 augustus 1817 - 24 april 1871) was een Belgisch volksvertegenwoordiger.

## Levensloop
De Wouters was de derde van de tien kinderen van senator Philippe de Wouters d'Oplinter en van Marie-Thérèse Lunden de ter Elst. Hij trouwde met barones Marie Claire Ghislaine Théodore de Loën d'Enschedé et de Roosbeek (1818-1852). Ze bleven kinderloos.
Hij werd verkozen tot provincieraadslid voor Brabant (1848-1850). Hij werd burgemeester van Vertrijk in 1845 en bekleedde dit ambt tot aan zijn dood.
In 1850 werd hij verkozen tot katholiek volksvertegenwoordiger voor het arrondissement Leuven en behield dit mandaat tot in 1857.